# Ugo Valeri
Ugo Valeri (Piove di Sacco, 1873 – Venezia, 1911) è stato un pittore e illustratore italiano.
Fu un interprete della scapigliatura. 

## Biografia
Fratello maggiore del poeta Diego Valeri, frequentò le Accademie di Venezia e di Bologna, ma, a causa del suo temperamento ribelle, venne espulso da entrambe. Animo inquieto, ebbe una vita girovaga, soggiornando per brevi periodi in varie città italiane; ma fu nelle strade di Bologna e Milano che trovò la fonte di inspirazione per le sue opere. I dandy, i clienti delle case di tolleranza, le ballerine, sono alcuni dei personaggi che hanno stimolato la sua mano. Vengono rappresentati immersi nel loro mondo fatto di feste popolari, teatri, bordelli, viaggi in tram. Per il suo stile è stato paragonato a Toulouse Lautrec. 
Le tecniche artistiche usate nelle sue opere sono varie: di lui vi sono olii, tempere, ritratti e disegni a china, carboncino, sanguigna.
Viene considerato uno dei maggiori illustratori italiani. Collaborò con numerose riviste tra cui La Lettura e L'Illustrazione Italiana.

### Mostre
Nel 1898 partecipò alla Esposizione generale italiana di Torino.
In vita gli vennero dedicate due mostre personali a alla Galleria internazionale d'arte moderna di Ca' Pesaro, Venezia, nel 1909 e nel 1911.
Un anno dopo la sua scomparsa, il circolo filarmonico di Padova allestì una mostra commemorativa.
Nel 2006 il Museo Correr di Venezia gli ha dedicato una mostra dal titolo Ugo Valeri, un inquieto sentimentale.
Nel 2013 presso i Musei Civici agli Eremitani di Padova si è svolta la mostra Ugo Valeri: Volto ribelle della Belle Époque.
Dal 23 novembre 2024 al 21 aprile 2025 a Piove di Sacco, presso Palazzo Pinato Valeri, si è svolta la mostra Ugo Valeri, dandy ribelle. 
Le sue opere sono presenti in collezioni pubbliche e private.
Le opere Autunno e Primavera, entrambe olio su tela realizzate nel 1907, sono esposte in permanenza alla Galleria internazionale d'arte moderna di Venezia.